# Jesse Lee Soffer
Jesse Lee Soffer (Ossining, 23 april 1984) is een Amerikaans acteur.

## Biografie
Soffer werd geboren in Ossining in een gezin met drie halfzussen en een halfbroer, en groeide op in New York en Connecticut. Hij heeft gestudeerd aan de New York-universiteit in New York. 
Soffer begon in 1993 als jeugdacteur met acteren in de film Matinee, waarna hij nog meerdere rollen speelde in films en televisieseries. Hij is vooral bekend van zijn rol als Will Munson in de televisieserie As the World Turns waar hij in 497 afleveringen speelde (2004-2010), en van zijn latere rol als Jay Halstead in de televisieserie Chicago P.D. waar hij in 189 afleveringen speelde (2014-2022). De rol van Jay Halstead speelt hij ook in de spin-off televisieseries Chicago Fire en Chicago Med. Voor zijn rol in de televisieserie As the World Turns werd hij in 2006, 2007 en 2008 genomineerd voor een Daytime Emmy Award in de categorie Uitstekende Optreden door een Jonge Acteur in een Dramaserie. 

## Filmografie

### Films
Uitgezonderd korte films.
- 2022 Hatfields & McCoys - als Patrick McCoy
- 2013 Jodi Arias: Dirty Little Secret - als Travis Alexander
- 2013 Hatfields & McCoys - als Patrick McCoy
- 2011 In Time - als Webb
- 2008 The Awakening of Spring - als Michael
- 2007 Gracie - als Johnny Bowen
- 1996 The Royale - als Billy
- 1996 A Very Brady Sequel - als Bobby Brady
- 1995 From the Mixed-Up Files of Mrs. Basil E. Frankweiler - als Jamie Kincaid
- 1995 The Brady Bunch Movie - als Bobby Brady
- 1994 Safe Passage - als Percival (9 en 10 jaar oud)
- 1993 Matinee - als Dennis Loomis

### Televisieseries
Uitgezonderd eenmalige gastrollen.
- 2024-2025 FBI: International - als FBI SSA Wesley 'Wes' Mitchell - 21 afl.
- 2014-2022 Chicago P.D. - als Jay Halstead - 189 afl.
- 2015-2020 Chicago Med - als Jay Halstead - 28 afl.
- 2013-2019 Chicago Fire - als Jay Halstead - 18 afl.
- 2014-2015 Law & Order: Special Victims Unit - als Jay Halstead - 2 afl.
- 2012-2013 The Mob Doctor - als Nate Devlin - 13 afl.
- 2004-2010 As the World Turns - als Will Munson - 497 afl.
- 1999 Guiding Light - als Max Nickerson - ? afl.
- 1998 Two of a Kind - als Taylor Donovan - 6 afl.

- Library of Congress Control Number: no2016069799
- Virtual International Authority File: 4146634269841930207
- WorldCat: E39PBJrRg638jyHJH8GGjrdRKd